# IC 2229
IC 2229 ist eine verschmolzene Galaxie vom Hubble-Typ Irr im Sternbild Krebs auf der Ekliptik. Sie ist schätzungsweise 334 Millionen Lichtjahre von der Milchstraße entfernt. Gemeinsam mit IC 496 bildet sie das optische Galaxienpaar KPG 155.

Das Objekt wurde am 11. Februar 1896 von Stéphane Javelle entdeckt.